# Claudia Roth
Claudia Roth (Ulm, Alemania; 15 de mayo de 1955) es una política alemana del partido Alianza 90/Los Verdes.
En 1974 aprobó el bachillerato (Abitur) y a continuación estudió Teatro, pero solamente durante dos semestres. Desde 1975 trabajó primero como asistente en un teatro y luego como directora artística. De 1982 a 1985 fue representante de una banda musical.
En 1985 se convirtió en portavoz de prensa para el grupo parlamentario de la Alianza 90/Los Verdes en el Bundestag. De 1989 a 1998 fue miembro del Parlamento Europeo. De 1998 hasta el 31 de marzo de 2001 ocupó un escaño en el Bundestag para la Alianza 90/Los Verdes. De 2001 a 2002 y de 2004 a 2013 fue presidenta del partido de la Alianza 90/Los Verdes. Desde 2002 también es miembro del Bundestag otra vez.
De 2013 a 2021 fue vicepresidenta del Bundestag. El 8 de diciembre de 2021 se convirtió en Comisionada de Cultura y Medios de Comunicación de Alemania y ministra de Gobierno para Cultura y Medios de Comunicación.